# Mary Frances Lyon

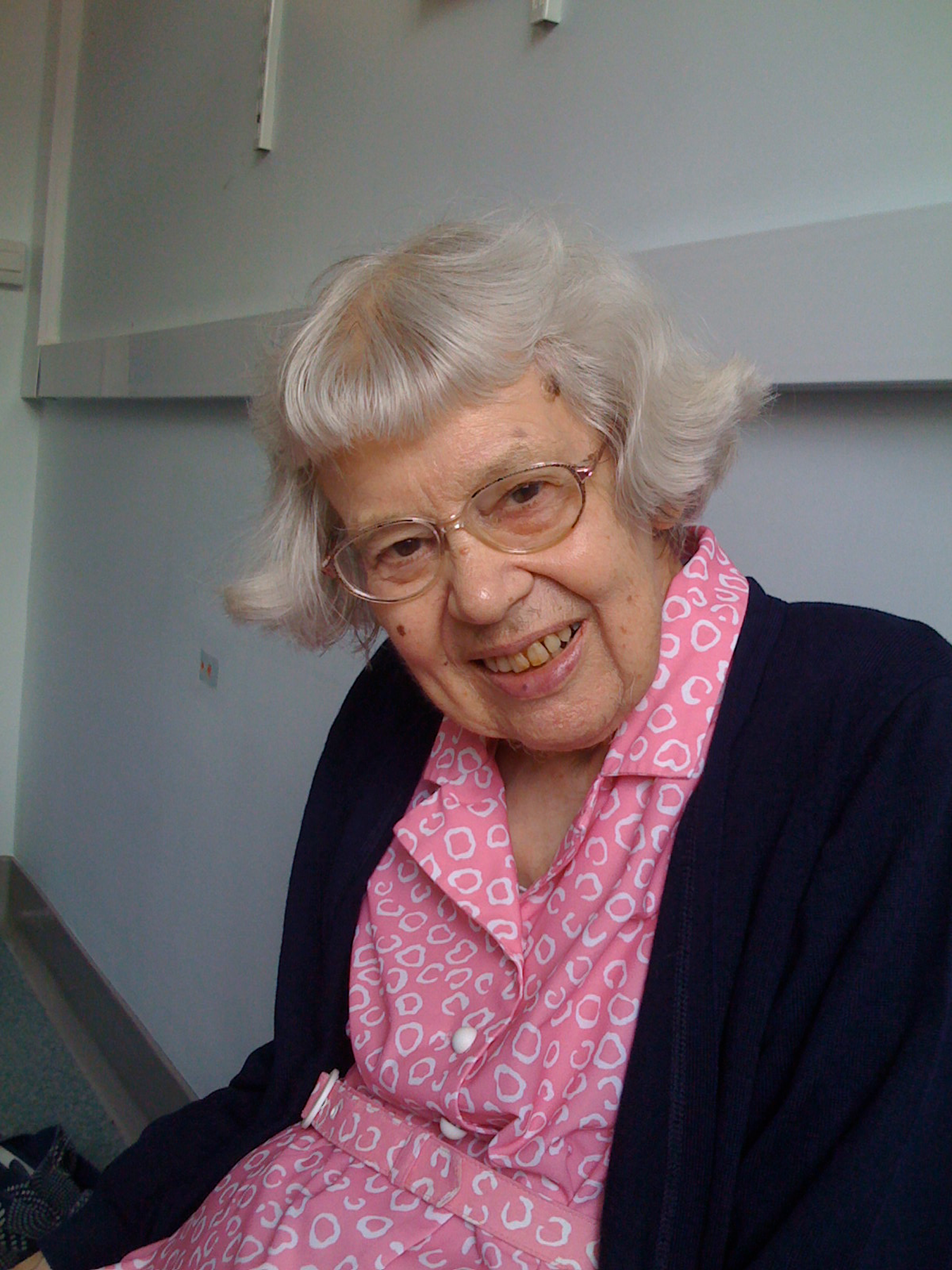
Mary Frances Lyon, 2010

Mary Frances Lyon (* 15. Mai 1925 in Norwich, Norfolk; † 25. Dezember 2014) war eine britische Genetikerin. Sie leitete von 1962 bis 1986 die Sektion für Genetik der Abteilung für Strahlenbiologie des britischen Medical Research Council und widmete sich insbesondere den Ursachen für Mutationen sowie Fragen der Vererbung. In Anerkennung ihrer Forschung wurde sie unter anderem mit dem Gairdner Foundation International Award und der Royal Medal ausgezeichnet sowie in die National Academy of Sciences aufgenommen.

## Leben
Mary Frances Lyon wurde 1925 in Norwich geboren und schloss 1946 ihr Studium mit einem B.A. an der Universität Cambridge ab, an der sie vier Jahre später auch bei Ronald Aylmer Fisher promovierte. Nach der Promotion arbeitete sie in einer neu eingerichteten Institute of Animal Genetics von Conrad Hal Waddington in Edinburgh, wo sie in der Arbeitsgruppe von Toby Carter die genetischen Auswirkungen von Strahlung untersuchen sollte. 1955 wechselte sie zusammen mit Carters Arbeitsgruppe an die Abteilung für Strahlenbiologie des Medical Research Council in Harwell, England. Dort leitete sie von 1962 bis 1986 die Sektion für Genetik. 1990 ging sie in den Ruhestand, war dennoch bis zuletzt forschend tätig.

## Wissenschaftliches Wirken
Das Forschungsinteresse von Mary Frances Lyon galt den Auswirkungen von Strahlung und chemischen Faktoren auf Mutationen sowie den Grundlagen von Mutationsprozessen und ihren medizinischen Auswirkungen. Des Weiteren beschäftigte sie sich anhand von Forschung an Mäusen mit Fragen der Vererbung. 1961 postulierte sie die nach ihr benannte Lyon-Hypothese und damit die Beschreibung eines Vorgangs, der heute als X-Inaktivierung bezeichnet wird. Die Entstehung von als Barr-Körper bezeichneten inaktivierten und verdichteten X-Chromosomen im Rahmen dieses Prozesses wird ihr zu Ehren Lyonization genannt.

## Auszeichnungen (Auswahl)
- 1973: Aufnahme in die Royal Society
- 1977: Amory Prize der American Academy of Arts and Sciences
- 1979: Aufnahme in die Amerikanische Akademie der Wissenschaften
- 1980: Aufnahme in die American Academy of Arts and Sciences
- 1984: Royal Medal
- 1985: Gairdner Foundation International Award
- 1986: William Allan Award
- 1997: Wolf-Preis in Medizin
- 2003: Mendel Medal der Genetics Society
- 2004: March of Dimes Prize in Developmental Biology
- 2006: Pearl Meister Greengard Prize
- 2007: Rosenstiel Award
- 2009: Aufnahme in die Academia Europaea[2]
- 2015: Die britische Genetics Society benennt einen Preis nach ihr, die Mary Lyon Medal